# There are many sides to the night
There are many sides to the night is een livealbum van Steve Hackett en Julian Colbeck. Aan het eind van een uitgebreide toer vonden de beide heren het tijd voor een concert met haast klassieke muziek, een beetje in de stijl van Till we have faces. Het concert, dat werd vastgelegd, werd gegevens in het Teatro Metropolitan in Palermo op 1 december 1994.

## Musici
- Steve Hackett – gitaar
- Julian Colbeck - toetsinstrumenten

## Muziek
Alle van Hackett, behalve waar aangegeven
| Nr. | Titel                                  | Duur |
| --- | -------------------------------------- | ---- |
| 1.  | Horizons                               |      |
| 2.  | Black light                            |      |
| 3.  | Skye boat song                         |      |
| 4.  | Time lapse at Milton Keynes            |      |
| 5.  | Beja Flor                              |      |
| 6.  | Kim                                    |      |
| 7.  | Second chance                          |      |
| 8.  | O, how I love you                      |      |
| 9.  | The journey                            |      |
| 10. | Bacchus                                |      |
| 11. | Walking away from rainbows             |      |
| 12. | Cavalcani                              |      |
| 13. | Andante in C (Guiliani)                |      |
| 14. | Concerto in D (Largo) (Vivaldi)        |      |
| 15. | A blue part of town (Hackett, Colbeck) |      |
| 16. | Ace of wands                           |      |
| 17. | Cinema Paradiso (Ennio Morricone)      |      |
| 18. | End of day                             |      |